# Кальчикский элеватор
Кальчикский элеватор (укр. Кальчицький елеватор) — предприятие пищевой промышленности в селе Кальчик Никольского района Донецкой области.

## История
Решение о строительстве трёх элеваторов на юге Донецкой области было принято в начале 1970х годов. Элеватор в селе Кальчик Володарского района (в 40 км от Мариупольского торгового порта) был построен БМУ-235 треста «Ждановсельстрой» в соответствии с десятым пятилетним планом развития народного хозяйства СССР в 1977 году и введён в эксплуатацию в 1978 году.
После провозглашения независимости Украины элеватор перешёл в ведение министерства сельского хозяйства и продовольствия Украины.
В марте 1995 года Верховная Рада Украины внесла элеватор в перечень предприятий, приватизация которых запрещена в связи с их общегосударственным значением.
После создания в августе 1996 года государственной акционерной компании "Хлеб Украины" элеватор стал дочерним предприятием ГАК "Хлеб Украины".
После создания 11 августа 2010 года Государственной продовольственно-зерновой корпорации Украины элеватор был включён в состав предприятий ГПЗКУ.

## Современное состояние
Основной функцией предприятия является хранение зерновых культур (пшеницы, кукурузы, ячменя), а также семян масличных культур (рапса и подсолнечника).
Емкость элеватора составляет 74,1 тыс. тонн. 